# 김다예 (연출가)
김다예는 대한민국의 텔레비전 드라마 연출감독이다.

## 드라마
- 2018년 JTBC 금토 미니시리즈 JTBC 금토 미니시리즈 《내 아이디는 강남미인》 ... 조연출
- 2020년 JTBC 2부작 단막극 JTBC 단막극 《JTBC 드라마 페스티벌 - 드라마 페스타 “안녕 드라큘라”》 ... 연출
- 2024년 JTBC 주말 미니시리즈 《가족X멜로》 ... 연출